# Понтекути (Перуђа)
Понтекути је насеље у Италији у округу Перуђа, региону Умбрија.
Према процени из 2011. у насељу је живело 105 становника. Насеље се налази на надморској висини од 165 м.